# Omar Mireles Jaime
Omar Mireles Jaime (San Francisco del Rincón, Guanajuato, 23 de septiembre de 1998) es un futbolista mexicano. Se desempeña en las posiciones de defensa central o lateral y actualmente juega en el Tepatitlán FC de la Liga de Expansión MX.

## Trayectoria

### Inicios y Club León
Mireles  originario de Guanajuato. Tuvo proceso completo en categorías inferiores. En sub-13 jugó un torneo con Pachuca mientras que en sub-15, sub-17 y sub-20 fue mandado al Club León.
Con la categoría sub-20, fue el jugador con más asistencias del torneo. Omar Mireles, hizo su debut en la Copa MX el 24 de julio de 2018 en el partido de la jornada 1, el cual su equipo perdió ante los Mineros. El 5 de agosto de 2018, hizo su debut en la Liga MX en el Estadio Caliente, en el empate 1-1 ante el Club Tijuana.

## Estadísticas
Actualizado al último partido jugado el 11 de abril de 2024.
| C. León · México                    | 1.ª           | 2018-19       | 4   | 0 | 9  | 0 | ― | ― | 13  | 0 |
| C. León · México                    | Total club    | Total club    | 4   | 0 | 9  | 0 | 0 | 0 | 13  | 0 |
| Mineros · México                    | 2.ª           | 2019-20       | 1   | 0 | 4  | 0 | ― | ― | 5   | 0 |
| Mineros · México                    | 2.ª           | 2020-21       | 27  | 0 | ―  | ― | ― | ― | 27  | 0 |
| Mineros · México                    | 2.ª           | 2021          | 15  | 0 | ―  | ― | ― | ― | 15  | 0 |
| Mineros · México                    | 2.ª           | 2023          | 11  | 0 | ―  | ― | ― | ― | 11  | 0 |
| Mineros · México                    | Total club    | Total club    | 54  | 0 | 4  | 0 | 0 | 0 | 58  | 0 |
| C. D. Tapatío · México              | 2.ª           | C-2022        | 17  | 0 | ―  | ― | ― | ― | 17  | 0 |
| C. D. Tapatío · México              | 2.ª           | A-2022        | 8   | 1 | ―  | ― | ― | ― | 8   | 1 |
| C. D. Tapatío · México              | Total club    | Total club    | 25  | 1 | 0  | 0 | 0 | 0 | 25  | 1 |
| Tepatitlán F. C. · México           | 2.ª           | 2023-24       | 25  | 0 | ―  | ― | ― | ― | 25  | 0 |
| Tepatitlán F. C. · México           | Total club    | Total club    | 25  | 0 | 0  | 0 | 0 | 0 | 25  | 0 |
| Total carrera                       | Total carrera | Total carrera | 108 | 1 | 13 | 0 | 0 | 0 | 121 | 1 |
| (1)Incluye datos de la Copa México. |               |               |     |   |    |   |   |   |     |   |